# Józsa Pál
Szárazajtai Józsa Pál (Mihályfalva, 1860 – Brassó, 1932. július?) királyi mérnök, műszaki főtanácsos.

## Életútja
Józsa László főszolgabíró és makfalvi Dózsa Teréz fia. Középiskolai tanulmányait a nagyszebeni reáliskolában 1876-ban végezte, ahonnét a budapesti Királyi József Műegyetemre ment és annak mérnöki szakosztályát 1881-ben végezte el. Még ugyanezen évben a Budapest fővárosi mérnöki hivatalban nyert ideiglenes alkalmazást, míg 1882-ben a magyar királyi államépítészeti hivatalok személyzeti létszámában államszolgálatba lépett. 1885-ben a hosszúfoki ármentesítő társulathoz lépett át, melynek szolgálatában 1888-ig volt. 1886-ban a társulat megbízásából utazást tett a Rajna-vidéken, különösen a Badeni Nagyhercegség vízügyeit vizsgálva. 1888-ban ismét az államépítészeti hivatalokhoz államszolgálatba visszament és ott dolgozott. 1898-ban feleségül vette Herszényi Kálmán leányát.

## Munkája
- Jelentés. A hosszúfoki ármentesítőtársulat megbizásából a Rajnavidéken tett tanulmányútról. Bpest, 1888.